# 耳状掠蛛
耳状掠蛛（学名：Drassodes auritus）为平腹蛛科掠蛛属的动物。在中国大陆，分布于甘肃、内蒙古、西藏等地，常栖息于草丛。该物种的模式产地在甘肃。